# John Hall-Edwards
John Hall-Edwards (Birmingham, 19 dicembre 1858 – Birmingham, 15 agosto 1926) è stato un medico britannico.

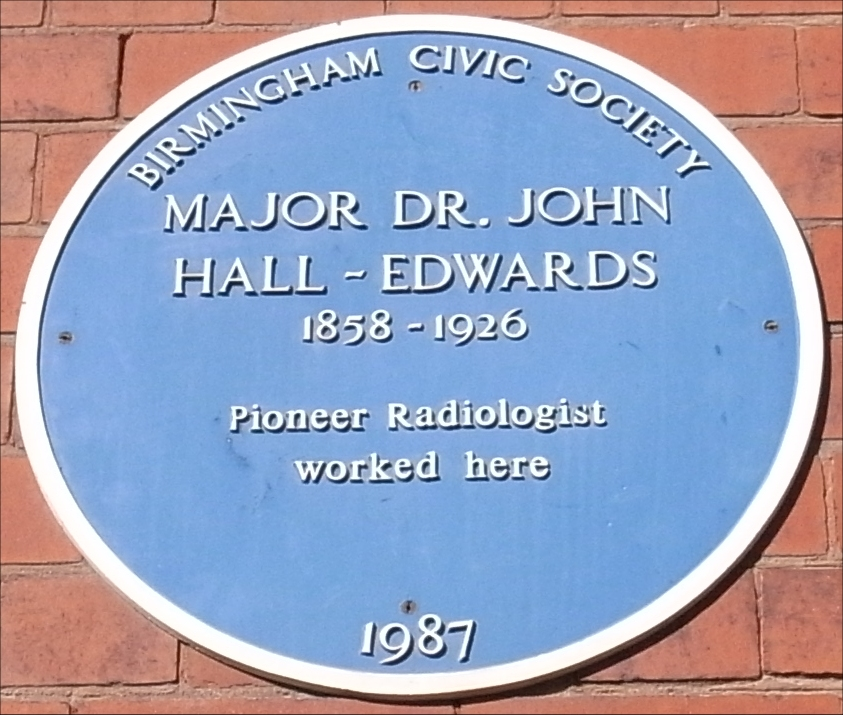
Targa commemorativa al Birmingham Children's Hospital

John Hall-Edwards fu un pioniere nell'uso dei raggi X per scopi medici a Birmingham. Per diversi anni, prima della scoperta dei raggi X, egli condusse esperimenti sull'uso dell'elettricità in ambito medico. Venuto a conoscenza dei risultati raggiunti da Röntgen si dedicò allo studio e all'uso applicativo dei raggi X. Nel 1908 dovette farsi amputare il braccio sinistro a causa di una dermatite causata dai raggi X stessi.
Nonostante la menomazione fisica per oltre venti anni fu il Senior Medical Officer del General Hospital di Birmingham.